# Бенедетти, Никола
Никола Бенедетти (англ. Nicola Benedetti; род. 20 июля 1987, Уэст-Килбрайд, Норт-Эршир) — британская (шотландская) скрипачка итальянского происхождения, один из наиболее ярких, признанных и востребованных музыкантов начала XXI века.

## Биография
Отец — итальянец, мать — из Шотландии. Начала учиться скрипичному искусству с четырёх лет. В 1997 поступила в Школу Иегуди Менухина в Суррее. В конце первого года обучения играла соло на ежегодном концерте Школы в Вигмор-холле. Выступала на мемориальном концерте в честь Менухина в Вестминстерском аббатстве. В 1999 играла в Холирудхаус с Национальным юношеским оркестром Шотландии. Затем выступала с Королевским филармоническим оркестром Великобритании и другими известными оркестрами Великобритании и Шотландии. С 2002 брала частные уроки у Мачея Раковского.
В 2004 выиграла конкурс Би-би-си как лучший юный музыкант года, исполнив первый скрипичный концерт Шимановского (в 2005 записала его вместе с произведениями Шоссона, Сен-Санса, Брамса, Массне и Тавенера как свой дебютный альбом в Deutsche Grammophon c Лондонским симфоническим оркестром под управлением Дэниела Хардинга). В дальнейшем играла с крупнейшими оркестрами Великобритании, включая Академию Св. Мартина в полях (записала с этим оркестром свой второй альбом в 2006).
В 2005 дебютировала в США.

## Выступления последних лет
В последние годы, кроме Англии, Шотландии, Ирландии, концертировала в Канаде, США, Германии, Австрии.

## Репертуар
Тяготеет к музыке европейских романтиков. Вместе с тем, активно исполняет музыку современных композиторов, а некоторые из них (Джон Тавенер, Джеймс Макмиллан) пишут специально для неё. В 2010 записала диск скрипичных концертов Чайковского и  Бруха (Deutsche Grammophon).

## Признание
В двадцать лет – почетный доктор Каледонского университета в Глазго (2007).